# Дом Толмачёвых
Дом Толмачёвых — памятник архитектуры середины XVIII века. Находится в городе Цивильск по адресу улица Карла Маркса, дом № 10.

## История
Построен в середине XVIII века для купцов Толмачёвых рядом с Казанской церковью и Троицким собором, став одним из первых каменных зданий города. Объёмно-планировочное решение здание характерно для русского барокко. Из элементов интерьера особый интерес представляет сохранившаяся старинная каменная лестница. На первом этаже находились лавка и склады, на втором — жилые комнаты. На плане города 1811 года здание отмечено как «дом Толмачёвых», но вскоре оно стало административным, в нём размещались уездные и земские учреждения. В конце столетия была установлена деревянная пожарная башня, которая была разобрана в 1930-х годах. Впоследствии в здании разместили библиотечный техникум, в 1958 году преобразованный в Чувашскую республиканскую культпросветшколу, а затем в культпросветучилище. 4 декабря 1974 года «административное здание» по адресу город Цивильск, улица Карла Маркса, 10 постановлением Совета министров РСФСР № 624 был включён в список памятников культуры, подлежащих охране как памятники государственного значения. В 2000 году его место занял техническое училище № 5, позже ставший Цивильским аграрно-технологическим техникумом. В 2011 году были проведены реставрационные работы, и здание было передано историко-краеведческому музею.